# Mabel Lapthorn
Mabel Dickinson Lapthorn (South Melbourne, 1889-1975) was een van oorsprong Australische kunstenares, in Nederland vooral bekend als boekbandontwerper voor de uitgever J.M. Meulenhoff in Amsterdam.
Zij studeerde kunst in Londen en was vanaf 1915 bevriend met de beroemde natuur- en wiskundige Geoffry Ingram Taylor (1886-1975) en woonde evenals hij toen in Farnborough. Later onderhield zij correspondentie met Taylor.

## Boekbanden door haar ontworpen
- 1929 - Sigrid Undset - Lente - J.M. Meulenhoff
- 1929 - Sigrid Undset - Kristin Lavransdochter - Het Kruis - J.M. Meulenhoff
- 1929 - Sigrid Undset - Kristin Lavransdochter - Vrouw - J.M. Meulenhoff
- 1929 - Sigrid Undset - Kristin Lavransdochter - De Bruidskrans - J.M. Meulenhoff
- 1930 - Sigrid Undset - Olaf Audunszoon op Hestviken - J.M. Meulenhoff
- 1931 - Marcelle Capy - En menschen gingen voorbij – J.M. Meulenhoff
- 1931 - Sigrid Undset - Olaf Audunszoon en zijn kinderen - J.M. Meulenhoff
- 1931 - Francis Brett Young - Mijn broeder Jonathan - Van Holkema & Warendorf
- 1932 - Sigrid Undset - Jenny - J.M. Meulenhoff
- 1933 - Sigrid Undset - Ida Elisabeth - J.M. Meulenhoff
- 1933 - Iwan Boenin - Mitja’s liefde - J.M. Meulenhoff
- 1937 - Sigrid Undset - Witte orchideeën - J.M. Meulenhoff
- 1934/1936 – Edgar Rice Burroughs - Piraten op Venus - Dit verhaal verscheen vrijwel gelijktijdig in de weekbladen ABC, Unicum en Cinema en Theater. De illustraties bij dit verhaal werden verzorgd door Mabel D. Lapthorn. Unicum: 1934 nr 47 tot en met 1935 nr 32, ABC: van 26 mei 1935 nr 18 tot en met 26 januari 1936, nr. 1, Cinema en Theater: (geen gegevens bekend)
- 1930 - Little green apples of the chronicle of a fallen man - Hutchinson (illustraties)
- 1993 - Memoirs of a Midget - Collins, London (illustraties)